# Supreme
|  | Per a altres significats, vegeu «Supreme (marca)». |

Supreme és una població dels Estats Units a l'estat de Louisiana. Segons el cens del 2000 tenia 1.119 habitants.

## Demografia
Segons el cens del 2000, Supreme tenia 1.119 habitants, 328 habitatges, i 267 famílies. La densitat de població era de 126,7 habitants/km².
Dels 328 habitatges en un 43,3% hi vivien nens de menys de 18 anys, en un 39,6% hi vivien parelles casades, en un 32% dones solteres, i en un 18,3% no eren unitats familiars. En el 14,3% dels habitatges hi vivien persones soles el 4,9% de les quals corresponia a persones de 65 anys o més que vivien soles. El nombre mitjà de persones vivint en cada habitatge era de 3,41 i el nombre mitjà de persones que vivien en cada família era de 3,79.
Per edats la població es repartia de la següent manera: un 37,2% tenia menys de 18 anys, un 10% entre 18 i 24, un 26,9% entre 25 i 44, un 20,2% de 45 a 60 i un 5,7% 65 anys o més.
L'edat mediana era de 28 anys. Per cada 100 dones de 18 o més anys hi havia 82,6 homes.
La renda mediana per habitatge era de 16.354 $ i la renda mediana per família de 17.396 $. Els homes tenien una renda mediana de 34.688 $ mentre que les dones 12.670 $. La renda per capita de la població era de 10.912 $. Entorn del 51,6% de les famílies i el 52% de la població estaven per davall del llindar de pobresa.

## Poblacions més properes
El següent diagrama mostra les poblacions més properes.